# The Ghost Inside (álbum)
The Ghost Inside  es el quinto álbum de estudio de la banda estadounidense de metalcore The Ghost Inside. Fue lanzado el 5 de junio de 2020 a través de Epitaph Records. Es el primer lanzamiento de la banda desde que estuvieron involucrados en un grave accidente de autobús de gira en 2015, y también es el primero que presenta al guitarrista rítmico Chris Davis, quien se unió a la banda en 2016 después de ser miembro de gira, y el primero en presentar a Zach Johnson en la guitarra solista.
The Ghost Inside fue un regreso a la forma para la banda, generando comparaciones con lanzamientos anteriores Returners (2010) y Dear Youth (2014). Los críticos musicales elogiaron en gran medida las habilidades técnicas de The Ghost Inside dentro del género metalcore, así como los mensajes líricos de esperanza y catarsis. Si bien el álbum no tuvo tanto éxito comercial a nivel nacional como sus predecesores, alcanzando solo el número 141 en el Billboard 200, The Ghost Inside estuvo entre los diez primeros en las listas de Australia y Alemania, alcanzando el número cinco y seis en las listas ARIA y Top 100 oficial respectivamente.

## Lanzamiento y promoción
La banda anunció los detalles de su próximo álbum, así como el primer sencillo "Aftermath" y su vídeo musical, el 22 de abril de 2020. La banda eligió "Aftermath" como sencillo de apertura del álbum porque "permite a cualquiera que lo escuche nuestro mundo, pero también nos permite poner punto final a ese capítulo de nuestras vidas". El vídeo musical de "Aftermath" comienza con imágenes del accidente de autobús de la gira de 2015 antes de mostrar a Vigil actuando en lo que parece ser el lugar del accidente, intercalado con imágenes de Tkaczyk recuperándose de sus heridas. 
El segundo sencillo del álbum, "Pressure Point", fue lanzado el 12 de mayo; Según Riley, la banda "aceptó estar enojada y dejó que se derramara a través de algunas de las letras más agresivas y mordaces que jamás hayamos tenido".
The Ghost Inside se lanzó el 5 de junio de 2020; La banda decidió mantener la fecha de lanzamiento original a pesar de la pandemia de COVID-19. Según Riley:

No sabemos cuándo las cosas volverán a la normalidad, así que si nos sentamos aquí y esperamos a que las cosas vuelvan a la normalidad, podríamos estar sentados en este récord durante seis meses o un año. ¿Y qué tenemos que perder? La vida ya será bastante jodida.

El día del lanzamiento del álbum, Rashod Jackson de Bracewar acusó a Riley de usar un insulto racial contra el conductor de un autobús de gira.. Al ver la controversia como una amenaza para el regreso de la banda, Ghost Inside anunció que se habían separado de Riley al día siguiente. En septiembre, los otros miembros de la banda expresaron su pesar por su despido; cuando la banda pudo realizar una gira por Europa nuevamente después de que se levantaron las restricciones pandémicas, Riley estaba tocando con la banda nuevamente.

## Lista de canciones
Todas las canciones escritas y compuestas por The Ghost Inside. 
| N.º | Título           | Duración |  |
| 1.  | «1333»           | 0:59     |  |
| 2.  | «Still Alive»    | 3:29     |  |
| 3.  | «The Outcast»    | 3:05     |  |
| 4.  | «Pressure Point» | 3:50     |  |
| 5.  | «Overexposure»   | 3:52     |  |
| 6.  | «Make or Break»  | 3:22     |  |
| 7.  | «Unseen»         | 4:35     |  |
| 8.  | «One Choice»     | 3:26     |  |
| 9.  | «Phoenix Rise»   | 4:01     |  |
| 10. | «Begin Again»    | 3:27     |  |
| 11. | «Aftermath»      | 4:58     |  |

## Posiconamiento en lista
| Lista (2020)                    | Posición |
| ------------------------------- | -------- |
| Alemania (Offizielle Top 100)   | 6        |
| Australia (ARIA)                | 5        |
| Austria (Ö3 Austria)            | 25       |
| Bélgica (Ultratop flamenca)     | 51       |
| Escocia (Scottish Albums Chart) | 52       |
| Suiza (Schweizer Hitparade)     | 37       |
| US Billboard 200                | 141      |
| US Top Rock Albums              | 14       |
| US Hard Rock Albums             | 4        |

## Personal
The Ghost Inside
- Jonathan Vigil - voz principal
- Zach Johnson - guitarra principal, coros
- Chris Davis - guitarra rítmica, coros
- Jim Riley - bajo, coros
- Andrew Tkaczyk - batería, percusión